# Gastrolobium villosum
Gastrolobium villosum är en ärtväxtart som beskrevs av George Bentham. Gastrolobium villosum ingår i släktet Gastrolobium och familjen ärtväxter. Inga underarter finns listade i Catalogue of Life.